# حد السكين (مسلسل تركي)
حد السكين (بالتركية: Bıçak Sırtı)‏ هو مسلسل تلفزيوني درامي اجتماعي تركي مدبلج إلى اللغة العربية باللهجة السورية يعرض على قناة إم بي سي 4 ابتداءً من 2009.

## البطولة
المسلسل من بطولة كلٍ من:
- عصمان Fikret Kuskan
- علي Nejat Isler
- احسان Melisa Sozen
- محمد Mehmet Günsür
- تولين vildan atasever

## البث
- الجدول التالي يبين القنوات التي عرض فيها المسلسل.

أبو ظبي
| اللغة تركية مدبلجة إلى العربية (اللهجة السورية)      | القناة الباثة | التاريخ |
| ---------------------------------------------------- | ------------- | ------- |
| تركيا التركية                                        |               |         |
| جامعة الدول العربية العربية (باللهجة السورية)(مدبلج) | إم بي سي 4    | 2009    |

## دبلجة المسلسل
تم دبلجة المسلسل من اللغة التركية إلى العربية باللهجة السورية بواسطة شركة سامة للإنتاج والتوزيع الفني السورية، وقد أدى الدبلجة مجموعة من الممثلين السوريين.

### دبلجة أسماء الشخصيات
تم تغيير أسماء الشخصيات باللغة التركية إلى أسماء باللغة العربية، وقد تم هذا التغيير لأن الأسماء التركية غريبة وصعبة النطق نوعاً ما عن العربية، وقد تم اعتماد أسماء عربية قريبة النطق من الأسماء التركية
وهذا جدول يوضح الأسماء في كلا النسختين:
| أسم الشخصية بالعربية | أسم الشخصية بالتركية | اللفظ بالعربية | معنى الاسم |
| -------------------- | -------------------- | -------------- | ---------- |
| '                    |                      |                |            |

### دبلجة أسماء الأماكن
لم يتم تغيير كبير في أسماء الدول والمدن والأماكن كثيراً في المسلسل.

## ملخص المسلسل
في أطار متابعة المزيد من المسلسلات التركية تبدأ قناة mbc4 قريبا عرض المسلسل التركي المدبلج إلى اللهجة السورية «حد السكين».
تدور أحداث المسلسل -الذي تبلغ عدد حلقاته 48 حلقة- حول «علي» الذي قضى بالسجن 10 أعوام بتهمة قتل زوجته الحامل بعد أن فشل في إثبات براءته من تلك الجريمة التي لم يرتكبها.
وتقرر شقيقته المحامية «شمس» إعادة فتح ملف القضية من جديد غير أنها لا تتوقع أن يمثل ذلك نقطة تحول كبرى في حياة الجميع، أما «علي» الذي فقد الأمل منذ زمن بعيد فهو لديه مخططات مختلفة.
وإلى جانب مأساة «علي»، يظهر خط درامي آخر في المسلسل ممثلا في «أورهان» الذي يمتلك شركة مجوهرات ويديرها بنجاح كبير بعد أن ورثها عن والده الذي ينتمي إلى جذور عثمانية أصيلة.
وفي الوقت نفسه تعيش زوجته «نيسان» بطريقة محافظة وملتزمة جدا بالعادات والتقاليد العثمانية، وبصحبتها مراد الذي تعتقد أنه ابنها الحقيقي قبل أن تشهد الأحداث مفاجآت مذهلة